# Hypogée des Cristallini
L'hypogée des Cristallini est une série de quatre tombes de l'époque hellénistique située au cœur du centre historique de Naples dans le quartier de Rione Sanità,.
Les quatre espaces de l'hypogée offrent un riche décors de l'époque de la Grande-Grèce (IVe et IIIe siècles av. J.-C.).

## Découverte
En 1889 le baron Giovanni di Donato, lors d'une fouille dans le jardin de son palais, peut-être pour la construction d'un puits ou pour l'extraction de tuf, rencontra, à une profondeur d'environ 12 m, un des hypogées : au cours des recherches archéologiques, qui durent jusqu'en 1896, quatre furent découverts. L'hypogée restait fermé et inaccessible ; grâce aux travaux de restauration lancés le 23 septembre 2020, le site a pu être ouvert au public pour la première fois en juin 2022.

## Description

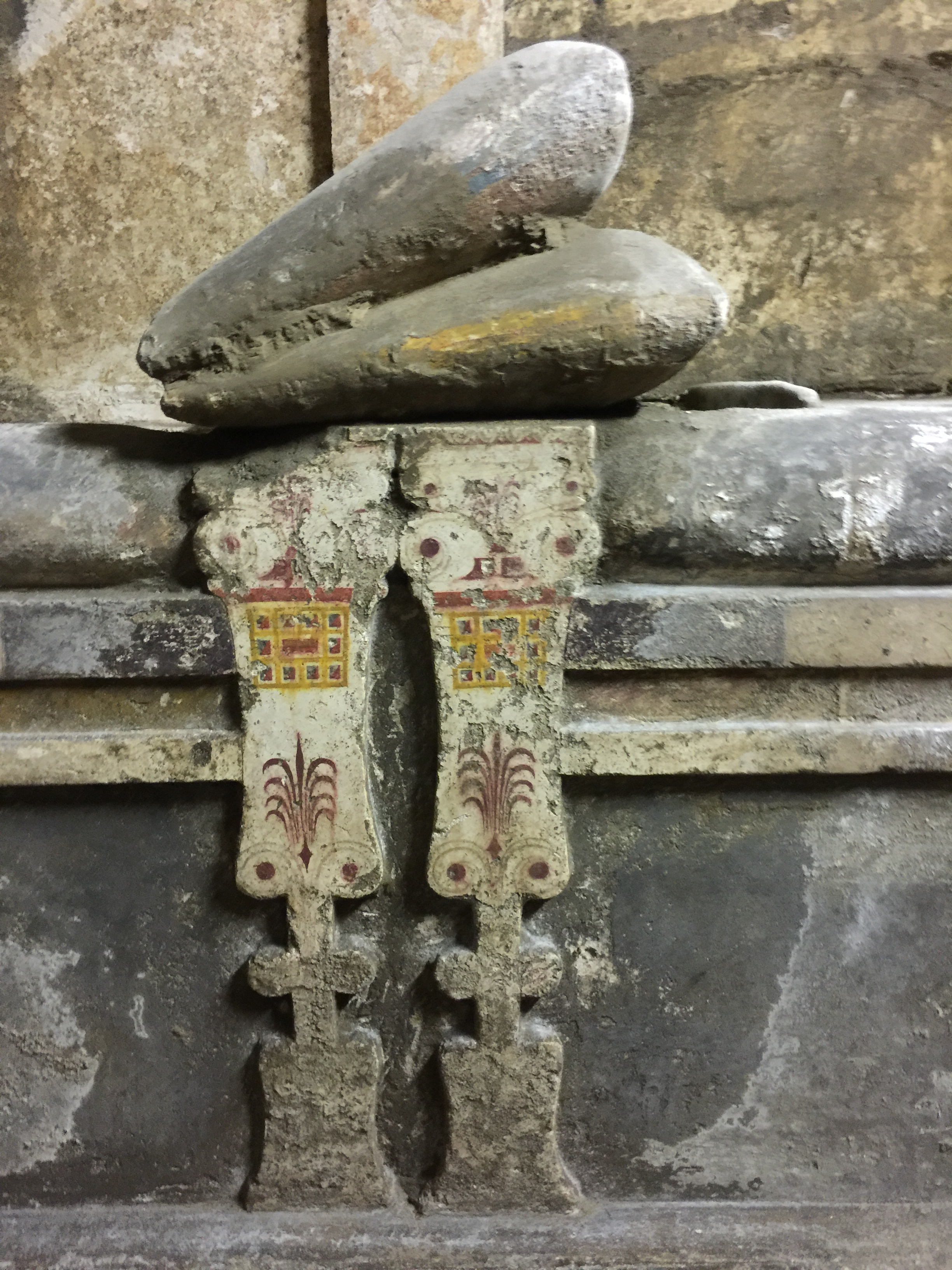
Détail de la peinture hellénique

L'ensemble de l'hypogée, dont le nom dérive de la rue dans laquelle il se trouve (via Cristallini), est composé de quatre tombes, chacune avec une entrée indépendante : chaque tombe est de structure similaire avec une chambre haute où l'on rendait hommage au défunt, étage presque entièrement manquant pour laisser place à l'escalier et à la pièce inférieure où étaient logés les défunts. Les corps étaient placés en klinê avec des coussins et des matelas sculptés et peints en rouge, bleu, violet et jaune.

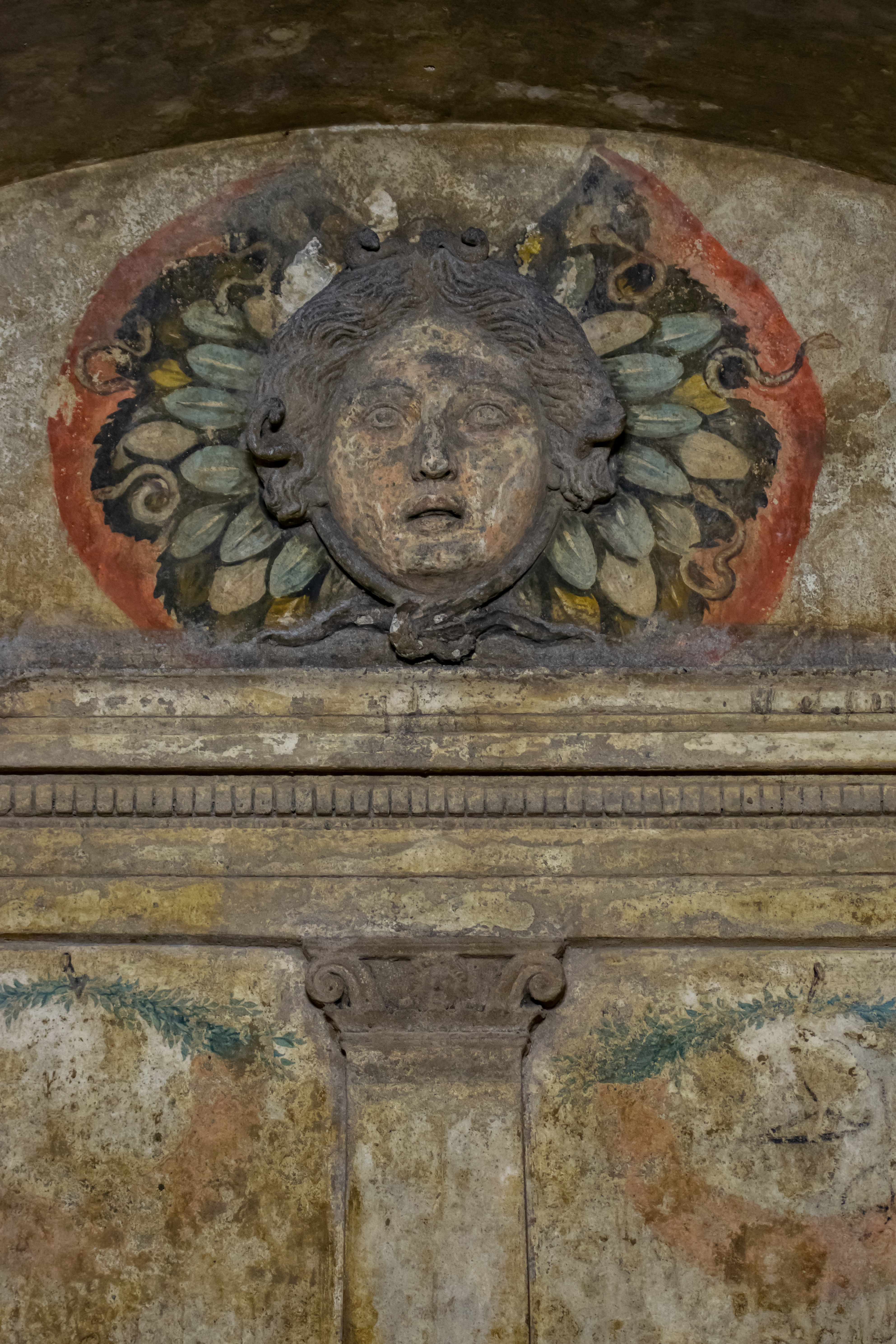
La Méduse

Des quatre hypogées, identifiés par les quatre premières lettres de l'alphabet, le mieux conservé est celui dit C. L'entrée est caractérisée par deux colonnes sur lesquelles repose une architrave et se termine probablement par un tympan ; la chambre haute a un toit à double pente et une double frise décorative, l'une dans un ordre ionique en rouge, bleu et blanc et l'autre en noir et blanc avec des représentations de griffons, de fleurs et de têtes masculines et féminines. La chambre basse présente cependant une voûte en berceau : sur le mur du fond se trouve le haut-relief de la tête de Méduse tandis que sur le mur d'entrée se trouve la fresque des objets funéraires constitués d'une cruche, de deux candélabres, dont les fûts et des bases de pattes zoomorphes et une patère dorée suspendue, à l'intérieur de laquelle sont représentés Dionysos et Ariane. La décoration est complétée par des fresques de couronnes de laurier enveloppées dans des faisceaux dorés au-dessus de la klinê, des murs à chapiteaux et le sol peint en rouge.
Parmi les autres hypogées, celui nommé A était à l'origine décoré de huit bas-reliefs, dont un seul est resté, l'hypogée B, retrouvé presque intact, a conservé des fresques, des amphores et des autels et l'hypogée D a été réutilisé à l'époque romaine, comme le démontre par une inscription latine trouvée à l'intérieur et les nombreuses niches sur les murs.